# Перес, Флорентино
Флоренти́но Пе́рес (исп. Florentino Pérez Rodríguez; род. 8 марта 1947, Мадрид) — испанский предприниматель в сфере строительного бизнеса и спортивный функционер. Председатель строительной компании Grupo ACS (с 1997 года) и президент футбольного и баскетбольного клубов «Реал Мадрид» (2000—2006; с 2009 года). Журналом Forbes España признан лучшим CEO Испании 2017 года.

## Биография
Флорентино Перес родился 8 марта 1947 года в Мадриде в семье владельца парфюмерного магазина Эдуардо Переса и его супруги Соледад. Флорентино был третьим из пяти сыновей в семье. Окончил элитную школу и Мадридский политехнический университет, получив специальность инженера по строительству дорог, каналов и портов.
Свою карьеру Перес начинал в частном бизнесе, однако затем неоднократно работал в правительственных структурах Испании. В 1973—1976 годах — генеральный директор Испанской дорожной ассоциации. В 1980-е годы занимал должности руководителя департамента транспортной инфраструктуры министерства транспорта, туризма и коммуникаций Испании и вице-президентом Института реформ и сельскохозяйственного развития министерства сельского хозяйства, рыбной ловли и продовольствия Испании.
В 1991 году Перес стал членом административного совета французской строительной компании «SAE», а в 1992 году — главным акционером и президентом компании «OCISA», а также филиала «Edificios Balcon». В 1993 году он становится вице-председателем строительной группы «OCP», а после того как в 1997 году она объединилась с компанией «Ginés Navarro», Перес в качестве председателя и держателя контрольного пакета акций возглавил созданную на их основе строительную компанию «ACS Group». Со временем компания стала одним из лидеров строительного сектора Испании. В 2017 году Перес был признан журналом Forbes España лучшим CEO года в Испании.
Одновременно с этим Перес занимался политической деятельностью. В 1979 году он вступил в партию «Союз демократического центра», в качестве члена партии входил в городской совет Мадрида. В 1983—1986 годах — генеральный секретарь «Демократической реформистской партии». На парламентских выборах 1986 года партия набрала менее 1 % голосов и не получив мест в Генеральных кортесах в скором времени была расформирована.

## «Реал Мадрид»

### 2000—2006
В феврале 1995 года Перес впервые выдвинул свою кандидатуру на пост президента клуба «Реал Мадрид», набрав наибольшее количество подписей в свою поддержку, однако проиграл действующему на тот момент президенту Рамону Мендосе.
17 июля 2000 года Перес со второй попытки был избран президентом «Реала», набрав более 55 % голосов и обойдя Лоренсо Санса, возглавляющего клуб в течение предшествующих пяти лет. Свою избирательную кампанию Перес строил на обещаниях решить финансовые проблемы клуба и усилить состав команды звёздами мирового футбола, включая лидера и капитана главного соперника «сливочных» «Барселоны» Луиша Фигу. Трансфер Фигу в «Реал Мадрид» за рекордные на тот момент €62 млн был оформлен через несколько дней после избрания Переса президентом и положил начало эры «галактикос» в истории клуба, подразумевающей приобретение лучших футболистов мира. В результате уже в 2001 году состав «Реала» был усилен Зинедином Зиданом (трансфер которого побил рекорд Фигу — €75 млн.), в 2002 году — Роналдо, в 2003 году — Дэвидом Бекхэмом, в 2004 году — Майклом Оуэном.
Первые годы президентства Переса со спортивной точки зрения оказались достаточно успешными. По итогам сезонов 2000/01 и 2002/03 «Реал Мадрид» становился чемпионом Испании, в 2002 году выиграл девятую в своей истории Лигу чемпионов. Кроме того, Пересу удалось значительно улучшить финансовое положение клуба благодаря продаже принадлежавшего «Реалу» участка земли в центре Мадрида за €500 млн. Большое внимание Перес уделял развитию маркетинговой стратегии клуба, что позволяло увеличивать его коммерческие доходы, в том числе благодаря рекламе и участию в коммерческих и благотворительных турнирах за пределами Европы. Благодаря этому в 2004 году Перес сумел переизбраться на новый президентский срок, набрав 94,2 % голосов.
Однако в дальнейшем результаты команды стали снижаться. Ещё летом 2003 года Перес отправил в отставку одного из самых успешных тренеров в истории клуба Висенте Дель Боске. После этого в течение трёх сезонов в «Реале» сменилось пять главных тренеров, а единственным выигранным трофеем стал Суперкубок Испании в 2003 году. Кроме того, клуб перестал доходить до решающих стадий в Лиге чемпионов, вылетев сначала в четвертьфинале от «Монако», а затем дважды подряд на стадии 1/8 финала от «Ювентуса» и «Арсенала». В результате, 27 февраля 2006 года, на следующий день после поражения от «Мальорки» в матче чемпионата Испании, Перес объявил о своей отставке с поста президента «Реала», признав, что команде и клубу в целом необходимо новое направление развития.

### 2009—н.в.
В мае 2009 года Перес вновь выдвинул свою кандидатуру на пост президента мадридского «Реала», а уже 1 июня был избран президентом клуба на безальтернативной основе. Начало нового президентского срока Переса ознаменовалось двумя громкими трансферами — у «Милана» за рекордные €88 млн был приобретён Кака, а уже через несколько дней было объявлено о переходе Криштиану Роналду из «Манчестер Юнайтед» за €94 млн, что стало новым трансферным рекордом.
В первый сезон после возвращения Переса «Реалу» не удалось выиграть новых трофеев, поэтому в мае 2010 года он пригласил на пост главного тренера клуба одного из лучших тренеров мира на тот момент Жозе Моуринью. Под руководством португальского специалиста «Реал» провёл один из лучших сезонов в своей истории, став в 2012 году чемпионом Испании, набрав рекордные для Примеры 100 очков, одержав рекордное количество побед — 32 и забив рекордное количество голов — 121, прервав тем самым трёхлетнюю гегемонию «Барселоны». Кроме того, во главе с Моуринью «сливочные» трижды подряд доходили до полуфинала Лиги чемпионов, чего им не удавалось с 2003 года.
В 2012 году Перес инициировал внесение изменений в устав клуба в соответствии с которыми кандидатом на должность президента «Реала» может стать только член клуба с не менее чем 20-летним стажем и личными финансовыми гарантиями в размере не менее 15 % от годового бюджета клуба. Благодаря этим мерам количество потенциальных конкурентов Переса сократилось, и в итоге он трижды переизбирался на новый срок.
Летом 2013 года Перес осуществил ещё один рекордный трансфер, приобретя у «Тоттенхэма Хотспур» Гарета Бейла за €100 млн. В то же время главным тренером команды стал Карло Анчелотти, под руководством которого «Реал» впервые за 12 лет одержал победу в Лиге чемпионов, разгромив в финале со счётом 4:1 своего принципиального соперника «Атлетико Мадрид». В 2016—2018 годах уже под руководством легенды клуба Зинедина Зидана «Реал Мадрид» сумел выиграть ещё три Лиги чемпионов подряд, что стало уникальным достижением в истории этого турнира. 15 января 2024 года Перес стал самым титулованным президентом «Реала» за всю историю, обогнав по этому показателю Сантьяго Бернабеу. Это стало возможным после победы его команды в Суперкубке Испании над «Барселоной».
Трансферная политика Переса постепенно претерпевала изменения — не отказываясь от покупки звёзд мирового футбола, он стал уделять больше внимания приобретению молодых талантливых и перспективных игроков. Благодаря такому подходу в составе команды появились Каземиро, Винисиус Жуниор, Родриго, Джуд Беллингем и многие другие. Своеобразной трансферной сенсацией 2015 года стало подписание 16-летнего Мартина Эдегора.
В 2019 году началась масштабная реконструкция домашнего стадиона «Реала» «Сантьяго Бернабеу», на которую суммарно было потрачено €893 млн. В ходе реконструкции стадион оснастили раздвижной крышей и складывающимся газоном, что позволит увеличить доходы от его коммерческой эксплуатации, увеличили его вместимость более чем на 3000 мест, открыли новые рестораны и магазины.

### Достижения в качестве президента

#### Футбол
- Чемпион Испании (7): 2000/01, 2002/03, 2011/12, 2016/17, 2019/20, 2021/22, 2023/24
- Обладатель Кубка Испании (3): 2010/11, 2013/14, 2022/23
- Обладатель Суперкубка Испании (7): 2001, 2003, 2012, 2017, 2019/20, 2021/22, 2023/24
- Победитель Лиги чемпионов УЕФА (7): 2001/02, 2013/14, 2015/16, 2016/17, 2017/18, 2021/22, 2023/24
- Обладатель Суперкубка УЕФА (6): 2002, 2014, 2016, 2017, 2022, 2024
- Обладатель Межконтинентального кубка (2): 2002, 2024
- Победитель Клубного чемпионата мира (5): 2014, 2016, 2017, 2018, 2022
- Итого: 37 трофеев

#### Баскетбол
- Чемпион Испании (7): 2004/05, 2012/13, 2014/15, 2015/16, 2017/18, 2018/19, 2021/22, 2023/24
- Обладатель Кубка Испании (7): 2012, 2014, 2015, 2016, 2017, 2020, 2024
- Обладатель Суперкубка Испании (8): 2012, 2013, 2014, 2018, 2019, 2020, 2021, 2022
- Победитель Евролиги (3): 2014/15, 2017/18, 2022/23
- Обладатель Межконтинентального кубка: 2015
- Итого: 27 трофеев

## Суперлига
Флорентино Перес является одним из идеологов создания Суперлиги — закрытого футбольного турнира с постоянным составом участником вне юрисдикции ФИФА и УЕФА. 18 апреля 2021 года о создании Суперлиги официально объявили двенадцать клубов из Англии, Италии и Испании, включая «Реал Мадрид», президентом которого является Перес. В этот же день Перес был представлен в качестве председателя нового турнира.
Однако инициатива создания Суперлиги встретила жёсткое сопротивление со стороны УЕФА, представители которой заявили, что все клубы, участвующие в Суперлиге, будут отстранены от выступления во всех других внутренних, европейских и мировых соревнованиях, а игрокам этих команд может быть запрещено выступать в своих национальных сборных. Также проект Суперлиги осудили ФИФА, Ассоциация европейских клубов, футбольные ассоциации Англии, Италии, Испании, Франции и Германии, крупнейшие объединения болельщиков английских клубов-основателей проекта. В результате, 20-21 апреля 2021 года от участия в Суперлиге отказались все клубы-основатели, за исключением «Реала», «Барселоны» и «Ювентуса», было опубликовано заявление о приостановке проекта.
Несмотря на это Перес продолжил отстаивать идею проведения Суперлиги, руководство которой 31 мая 2021 года подало иск против ФИФА и УЕФА в Европейский суд за нарушение закона о конкуренции. 21 декабря 2023 года суд вынес решение в пользу Суперлиги, признав её блокировку незаконной. В тот же день был объявлен новый формат турнира, предполагающий расширенный состав участников (64 клуба вместо 15), однако ряд клубов отказался от участия в нём.

## Личная жизнь
В 1970 году Перес женился на Марии Анхелес Сандоваль (1950—2012), в браке супруги прожили более 40 лет. Пара воспитала троих детей: Марию Анхелес, Эдуардо и Флорентино.
В феврале 2021 года Перес переболел COVID-19.